# Oberer Lindegger See
Der Obere Lindegger See ist ein Gewässer bei Steingaden, Oberbayern.

## Beschreibung
Dieser See ist nach dem Weiler Lindegg benannt, der westlich des Oberen Lindegger Sees liegt. Die Seeliegenschaft ist Privateigentum und umfasst insgesamt 93.000 m² inklusive Bachzulaufflächen, einer Jagdhütte und Wald. Alles zusammen liegt in etwa 845 m Höhe in einem Landschaftsschutzgebiet und der See verfügt über ein bestehendes Fischereirecht. Die Länge des Oberen Lindegger Sees beträgt ca. 600 m, die Breite bis ca. 200 m, ist etwa einen Kilometer von der Wieskirche (Weltkulturerbe) entfernt und liegt in einem bekannten Wandergebiet, das auch bei Radfahrern beliebt ist. Der See hat zwei Bäche als Zulauf (den Jägerbach und den Markbach) sowie einen mittels Mönch steuerbaren Ablauf. Der Fischbestand setzt sich zusammen aus Hecht, Barsch, Schleie, Karpfen, Rotauge und Rotfeder. Die Wasserqualität ist so gut, dass Flusskrebse dort heimisch sind (siehe Galerie, ca. 15 cm lang).

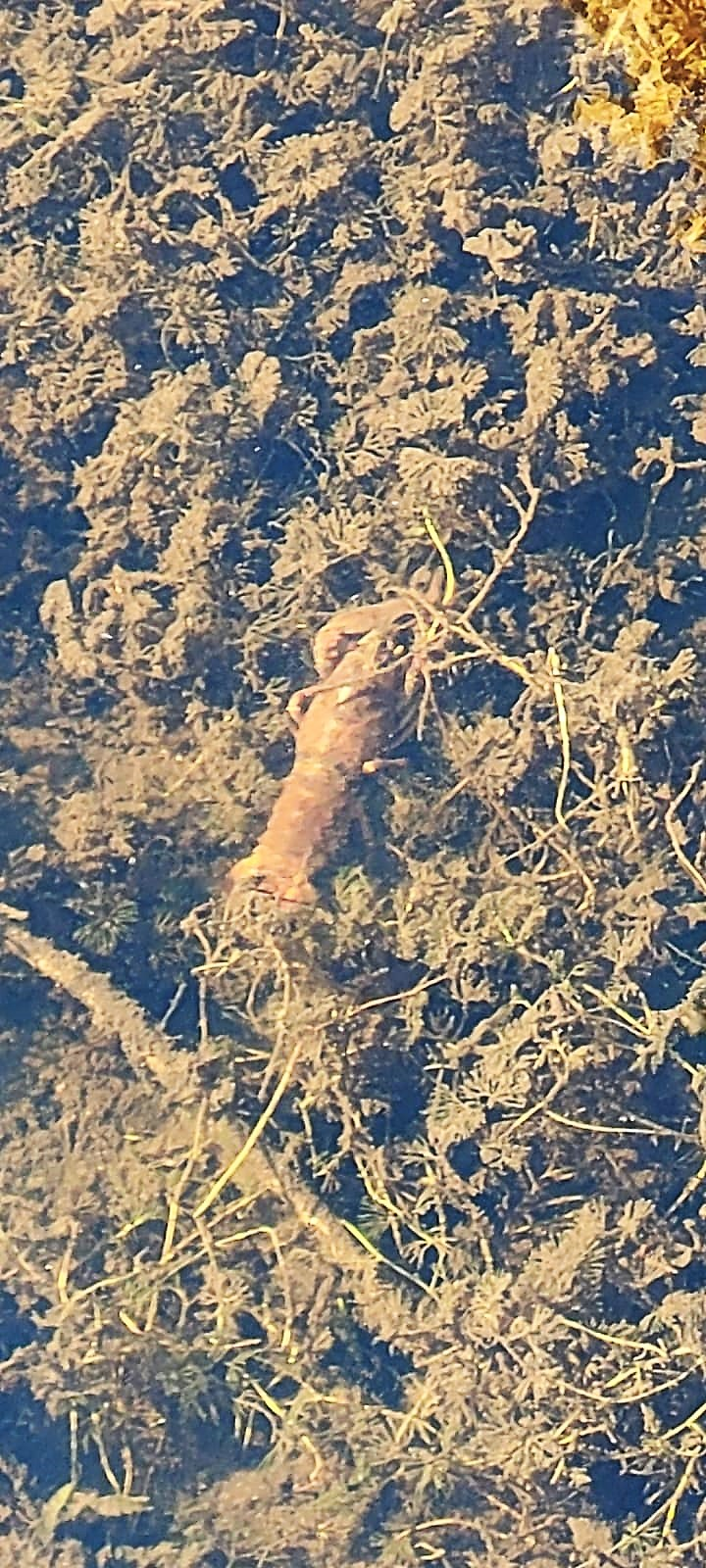
Flusskrebs
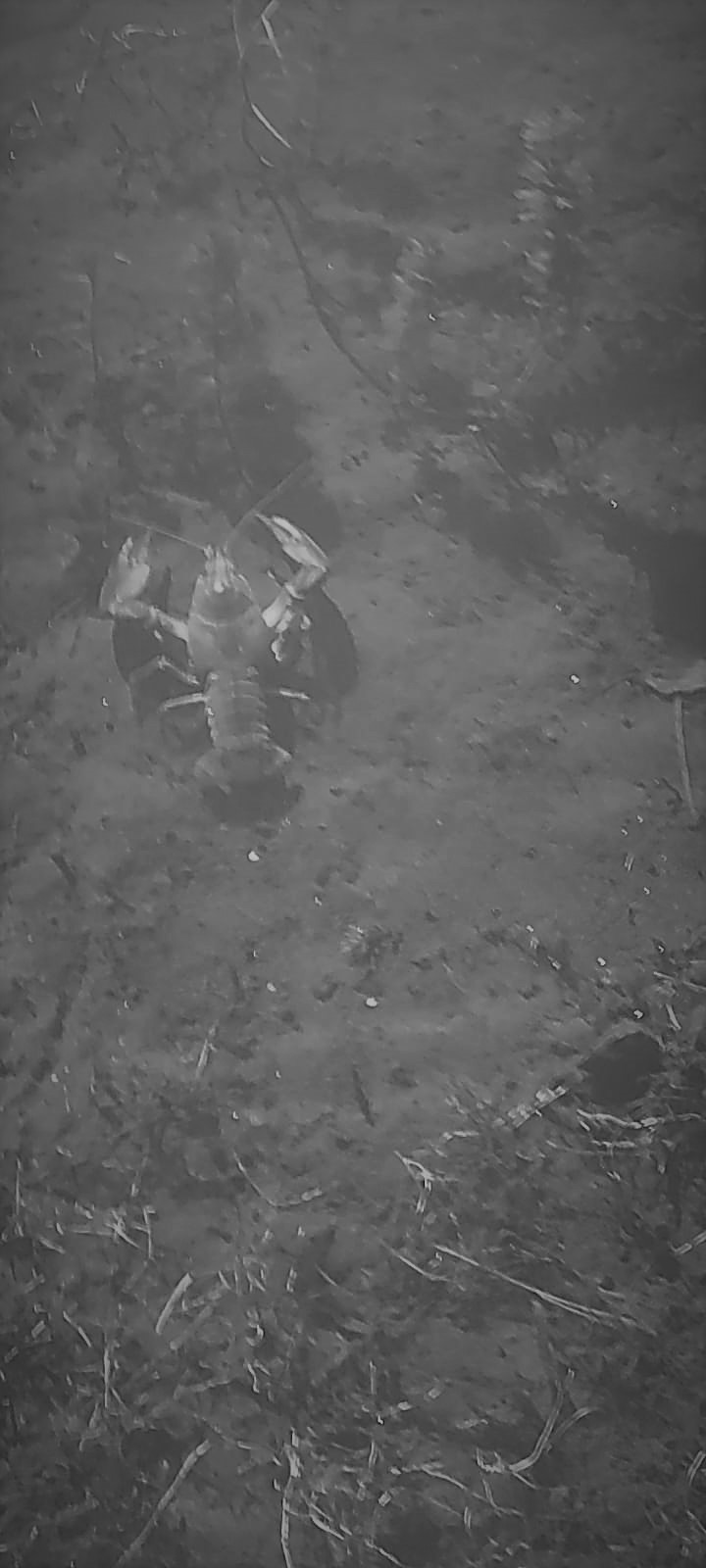
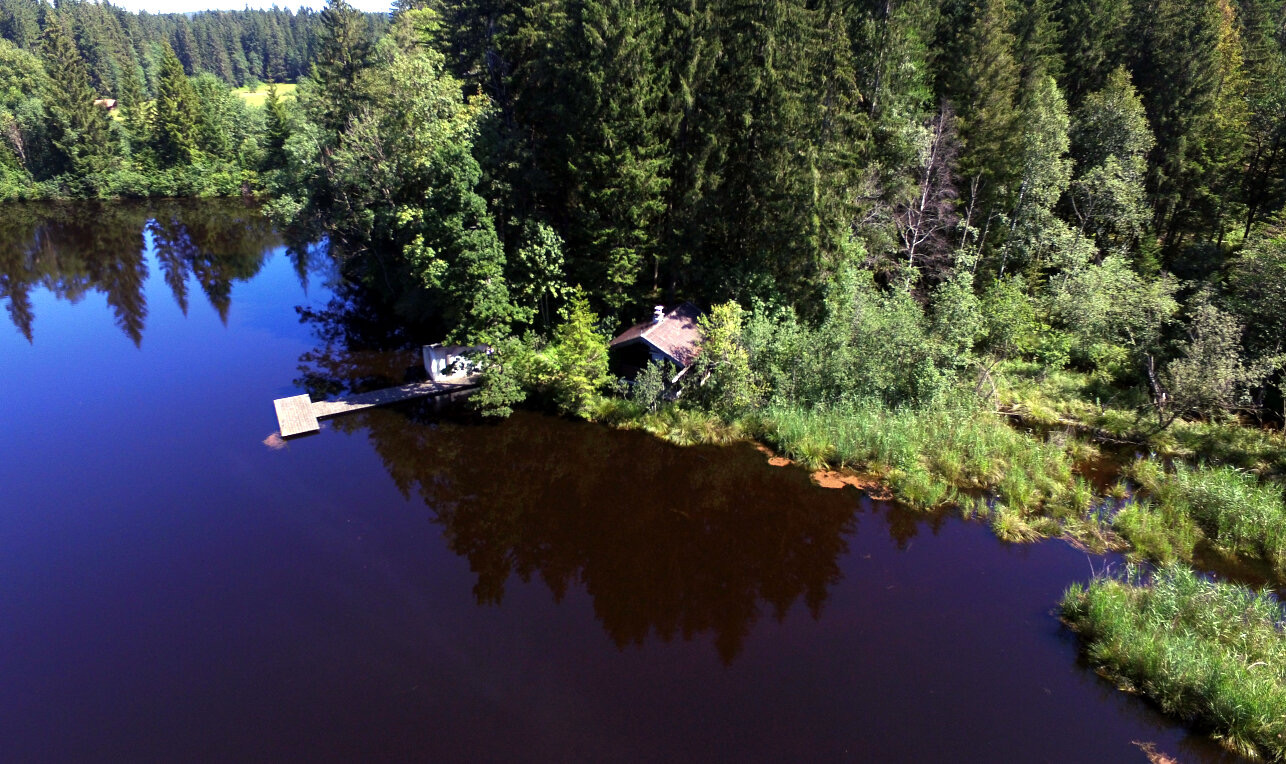
Nordufer
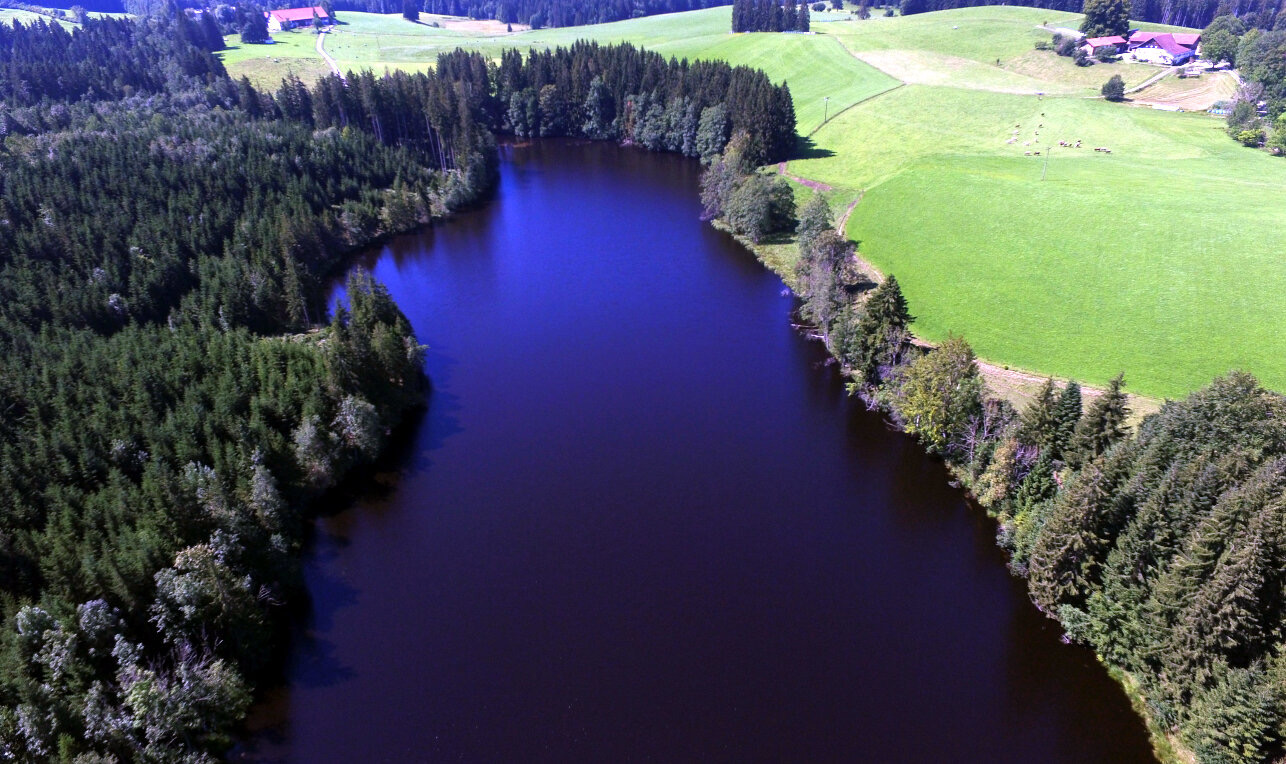
Südufer